# Деманкин, Андрей Владимирович
Андрей Владимирович Деманкин (род. 10 апреля 1981) — российский борец греко-римского стиля, призёр чемпионата России.

## Карьера
В июле 1997 года в Мариборе стал бронзовым призёром чемпионата мира среди кадетов. В январе 2005 года на чемпионате России в Саранске завоевал бронзовую медаль. В августе 2005 года в Вильнюсе стал чемпионом мира среди военнослужащих. В июне 2006 года стал бронзовым призёром чемпионата мира среди студентов в Улан-Баторе. В июне 2007 года в составе ЦСКА принимал участие на чемпионате России в Новосибирске. Является прапорщиком.

## Спортивные результаты
- Чемпионат мира по борьбе среди кадетов 1997 — ;
- Чемпионат Европы по борьбе среди юниоров 2000 — 14;
- Чемпионат мира по борьбе среди юниоров 2000 — 7;
- Чемпионат мира по борьбе среди юниоров 2001 — ;
- Чемпионат России по греко-римской борьбе 2005 — ;
- Чемпионат мира по борьбе среди военнослужащих 2005 — ;
- Чемпионат мира по борьбе среди студентов 2006 — ;

## Личная жизнь
В 2005 году окончил Российский государственный университет физической культуры, спорта, молодёжи и туризма, бакалавр по специальности физическая культура.